# Avoine, Indre-et-Loire
Avoine, Indre-et-Loire là một xã thuộc tỉnh Indre-et-Loire trong vùng Centre-Val de Loire ở miền trung nước Pháp.